# Backlash France
Backlash France — шоу професійного реслінгу 2024 року, організоване американським промоушеном WWE. Це був 19-й захід Backlash, який відбувся в суботу, 4 травня 2024 року, на LDLC Арені в Десін-Шарп'є в метрополії Ліона, Франція. Подія транслювалася по принципу PPV та через лайвстримінг і в ній взяли участь реслери з двох головних брендів компанії — Raw та SmackDown. Це було перше преміум-шоу WWE у Франції, а також перше шоу Backlash за межами Північної Америки. Концепція заходу виглядала як ехо шоу Реслманія XL.
На шоу було проведено п'ять поєдинків. У головному матчі Коді Роудс переміг Ей Джея Стайлза і зберіг за собою титул Беззаперечного чемпіона WWE. В інших примітних поєдинках Деміан Пріст переміг Джея Усо, зберігши за собою титул чемпіона світу у важкій вазі, а Бейлі перемогла Наомі та Тіффані Страттон у тристоронньому матчі, зберігши за собою титул чемпіонки WWE серед жінок. Подія також відзначилася поверненням у WWE зведеного брата Тама Тонги, який виступав у WWE під ім'ям Камачо з 2009 по 2014 рік — Тонга Лоа (на шоу його було названо як Танга Лоа, але пізніше рингове ім'я змінили).

## Матчі
| №                                                    | Результати | Умови | Час   |
| ---------------------------------------------------- | --- | --- | ----- |
| 1                                                    | Родовід (Соло Сікоа й Тама Тонга) (з Полом Гейманом) перемогли Ренді Ортона й Кевіна Оуенса утриманням опонента. | Командна вулична бійка Анонсували звичайний командний матч, але реслери влаштували безлад до початку бою, тож правила змінили | 19:25 |
| 2                                                    | Бейлі (c) перемогла Наомі й Тіффані Страттон утриманням опонентки.                                               | Тристоронній матч за Чемпіонство WWE серед жінок                                                                              | 13:10 |
| 3                                                    | Деміан Пріст (c) переміг Джея Усо утриманням опонента.                                                           | Одиночний матч за Чемпіонство світу у важкій вазі                                                                             | 15:45 |
| 4                                                    | Б'янка Белер і Джейд Каргілл перемогли Воїнів Кабукі (Аска й Кайрі Сейн) (c) утриманням опонентки.               | Командний матч за Командне чемпіонство WWE серед жінок                                                                        | 17:25 |
| 5                                                    | Коді Роудс (c) переміг Ей Джея Стайлза утриманням опонента.                                                      | Одиночний матч за Беззаперечне чемпіонство WWE                                                                                | 27:20 |
| \| (c) \| – чемпіон(-и) на момент старту поєдинку \| | | |       |
| (c)                                                  | – чемпіон(-и) на момент старту поєдинку                                                                          | |       |

### Турнір за статус претендента на титул Беззаперечного чемпіона WWE
|  |                                  |                                  |  |  |                              |                              |
|  | Півфінали (SmackDown, 12 квітня) | Півфінали (SmackDown, 12 квітня) |  |  | Фінал (SmackDown, 19 квітня) | Фінал (SmackDown, 19 квітня) |
|  | Півфінали (SmackDown, 12 квітня) | Півфінали (SmackDown, 12 квітня) |  |  | Фінал (SmackDown, 19 квітня) | Фінал (SmackDown, 19 квітня) |
|  |                                  |                                  |  |  |                              |                              |
|  |                                  |                                  |  |  |                              |                              |
|  | Ей Джей Стайлз                   | Утримання                        |  |  |                              |                              |
|  | Ей Джей Стайлз                   | Утримання                        |  |  |                              |                              |
|  | Кевін Оуенс                      | —                                |  |  |                              |                              |
|  | Кевін Оуенс                      | —                                |  |  |                              |                              |
|  | Рей Містеріо                     | 9:13                             |  |  |                              |                              |
|  | Рей Містеріо                     | 9:13                             |  |  |                              |                              |
|  |                                  |                                  |  |  |                              |                              |
|  |                                  |                                  |  |  |                              |                              |
|  | Ей Джей Стайлз                   | Утримання                        |  |  |                              |                              |
|  | Ей Джей Стайлз                   | Утримання                        |  |  |                              |                              |
|  |                                  |                                  |  |  | Ел Ей Найт                   | 10:58                        |
|  |                                  |                                  |  |  | Ел Ей Найт                   | 10:58                        |
|  | Боббі Лешлі                      | —                                |  |  |                              |                              |
|  | Боббі Лешлі                      | —                                |  |  |                              |                              |
|  | Ел Ей Найт                       | Утримання                        |  |  |                              |                              |
|  | Ел Ей Найт                       | Утримання                        |  |  |                              |                              |
|  | Сантос Ескобар                   | 9:27                             |  |  |                              |                              |
|  | Сантос Ескобар                   | 9:27                             |  |  |                              |                              |